# Otukaia kiheiziebisu
Otukaia kiheiziebisu là một loài ốc biển, là động vật thân mềm chân bụng sống ở biển thuộc họ Calliostomatidae.

## Hình ảnh

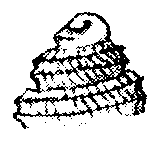